# Vixnu

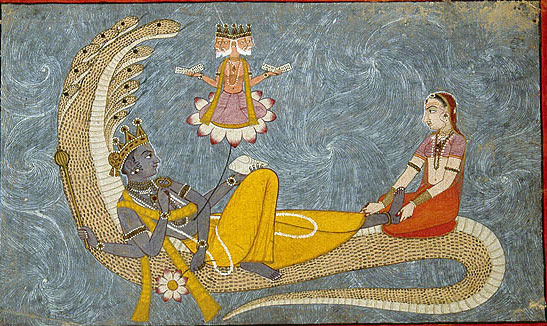
Vixnu com a Padmanabha amb Lakxmi, reclinat sobre la serp Sesa

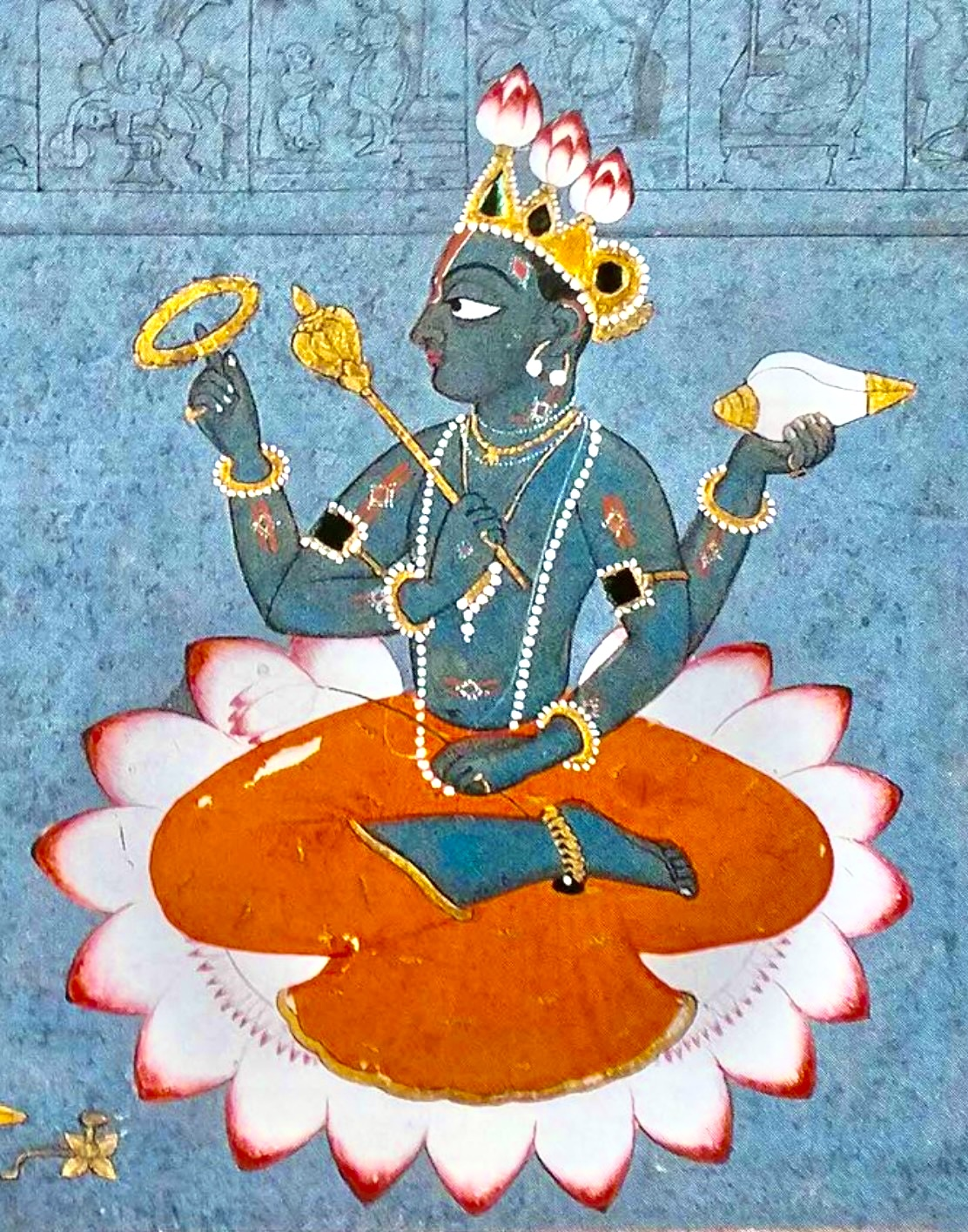
Vixnu amb els seus atributs

Vixnu (en devanagari: विष्णु, viṣṇu) és la forma de déu que encarna la preservació a l'hinduisme. La seva consort (xacti) és Lakxmi. També se'l coneix amb el nom de Narayana, identificat amb l'home original, puruixa. Els atributs de Vixnu són la maça, la cloïssa i el txakra o disc, però al Bhagavad Gita se'l descriu com tenint una "forma universal" (Vixvarupa) la qual es troba més enllà dels límits de la percepció humana.
Forma amb Brama (el creador) i Xiva (el destructor) la trimurti (trinitat hindú).
El culte de Vixnu com a divinitat principal, anomenat vixnuisme, és un dels corrents principals de l'hinduisme actual; els seus adeptes són els vixnuïtes.

## Origen
És difícil datar amb precisió l'origen del culte a Vixnu. Als Vedas, Vixnu encara és només una deïtat menor, associada a Indra, mentre que Varuna i Mitra són les dues primeres deïtats que encarnen la sobirania màgico-legal. Tot i això, ocupa un lloc essencial en les epopeies, com el Mahabharata on apareix en forma del déu Krishna, o el Ramayana on l'heroi principal, el príncep Rāma, és una de les seves encarnacions (el setè).
Com van demostrar Georges Dumézil i Stig Wikander, el seu origen és indoeuropeu. És, mutatis mutandis, l'equivalent al déu escandinau Vídar, el déu amb peus grans o fins i tot amb passos amples. De fet, en els Vedas, la seva acció principal consisteix (i només consisteix) en els seus tres passos a través dels quals obre el camp necessari per a l'acció, en particular el camp de batalla en què operarà Indra. En això, la seva acció se suma a la que, a Roma, va omplir el col·legi de sacerdots conegut com a especial.
Més tard a l'hinduisme reformat, la seva figura es va enriquir i es va convertir en un dels tres membres del Trimurti i una de les deïtats més importants del panteó.

## Els atributs de divinitat omurti
- La conquilla (shankha, IAST: ?a?kha) és el símbol de la creació, prové de l'Oceà primordial, la seva espiral interna manifesta expansió, el so que produeix és la imatge del so primordial.
- El disc de txakra (el nom del qual és Sudarshana, agradable a la vista) té sis rajos com els sis pètals de la flor de lotus. Simbolitza el poder de l'esperit.
- El lotus (padma) simbolitza el desenvolupament de la creació, però també la puresa i la veritat.
- L'arc, l'instrument que llança sondes d'intuïció dins de la il·lusió.
- Les fletxes i el tremolor, el poder dels sentits i la reserva del poder per actuar.
- El club (Gada), el poder del coneixement del qual deriven tots els altres, físics o mentals; també és el flagell de Vixnu qui, amenaçant, ens recorda que hem de seguir el camí de l'espiritualitat i no el de l'atracció material.
- La joia tresor de l'oceà o Kaustubha, que brilla al pit del déu, la consciència universal composta per les consciències de tots els éssers.

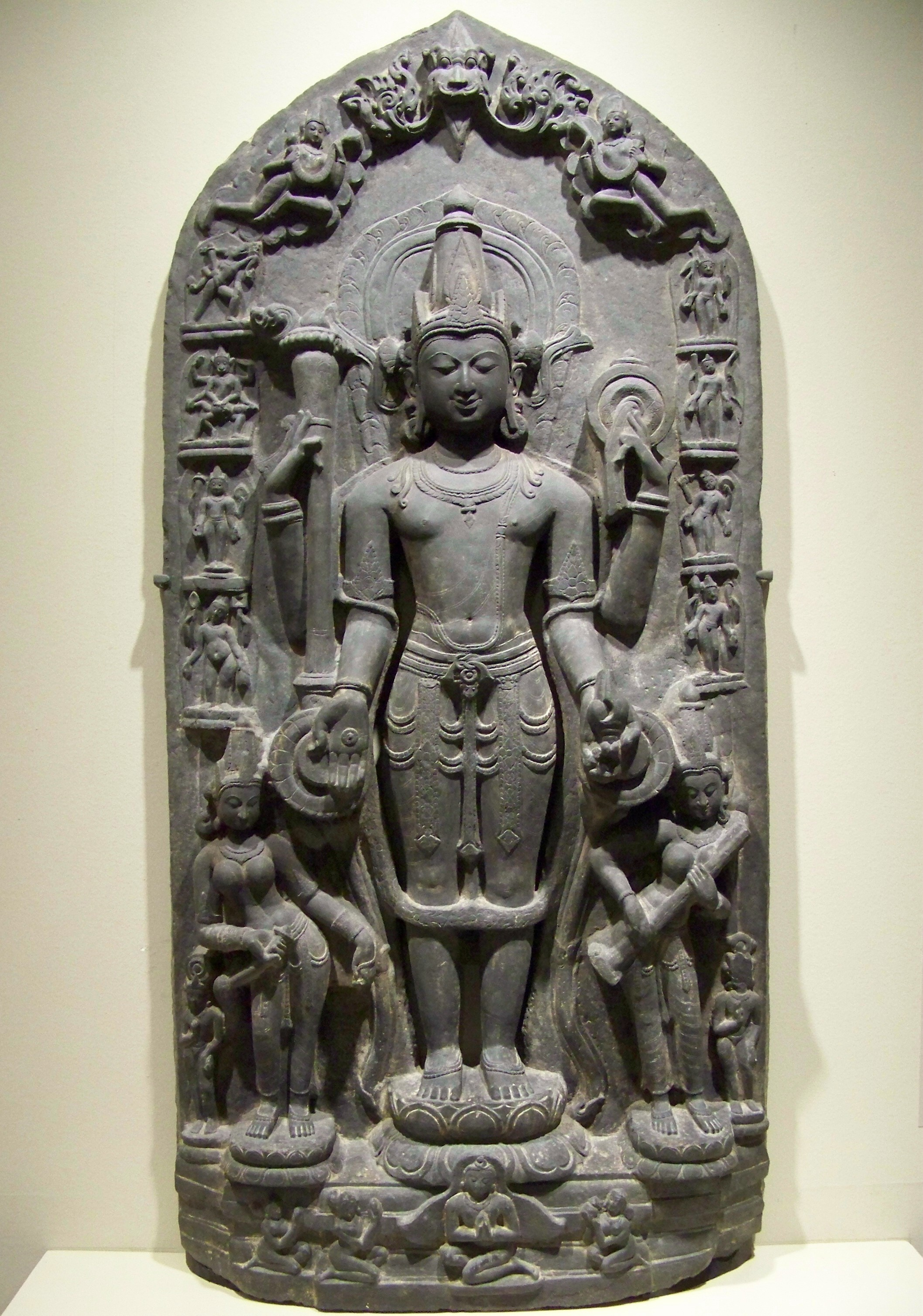
Estàtua de Vixnu, amb porra, disc, caragol i lotus

- El floc de pèl de la fortuna o Shrî-vatsa, situat sobre el pit esquerre del déu, representa tot el que gaudeix la consciència.
- La corona del bosc o vana-mâlâ és la imatge de Maya, la il·lusió.
- Les dues arracades que representen els dos camins del coneixement, sâmkhya, intel·lectual i ioga, intuïtives. Tenen la forma de Makara, un monstre marí.
- Les polseres que simbolitzen els tres objectius de la vida: autoperfecció, èxit, plaer.
- La corona, la realitat incognoscible.
- El vel groc o pîtâmbara que es porta al voltant de la cintura representa els Vedas.
- El cordó sagrat, compost per tres fils, les tres lletres de la síl·laba AUM.
- El carro, la ment, és el seu poder d'acció sobre el món.
- El color fosc, el color de la Immanència, de la substància de l'espai.
- El repel·lent de la mosca, símbol del dharma
- El ventall representa el sacrifici, s'utilitza per avivar les flames.
- El banderí
- El para-sol, símbol de la reialesa del déu, el seu pal és l'eix del món, el mont Meru.
- L'espasa i la beina, el coneixement i el no coneixement que la cobreixen
- Ocell Garuda
- La serp Sesa[7] o Vestigi, aquella sobre la qual descansa el déu quan dorm mentre espera la creació.

Vixnu adopta deu formes diferents per salvar les persones de la mort (per exemple, a l'aigua, tria la tortuga kurma)
- L'or representa la riquesa i la fortuna, cosa que Vishnu maig no va utilitzar.

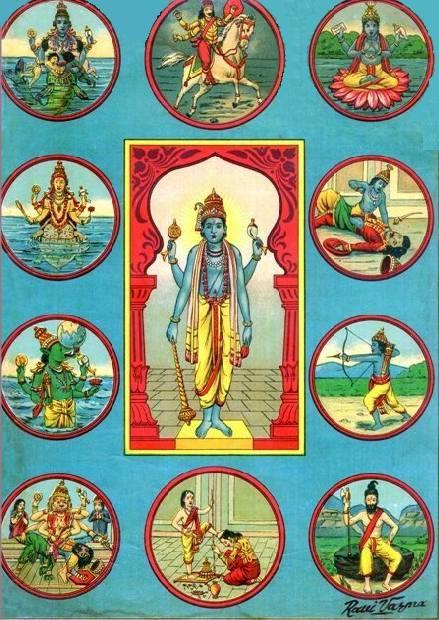
Representació de Vishnu i els seus deu avatars. Litografia del pintor indi Raja Ravi Varma, ca 1900.

## Avatars
Als Purana hi ha deu formes de Vixnu descrites, els Dasavatara de Vixnu. Entre els avatars descrits, nou ja han tingut lloc. Kalki, un dels deu avatars de Vixnu, vindrà en el futur, al final dels temps de Kali Yuga.
Entre les altres encarnacions de Vixnu cal destacar Krixna i Rama.